# Dolní Bukovsko
Dolní Bukovsko je městys v okrese České Budějovice v Jihočeském kraji, asi 25 kilometrů severně od Českých Budějovic. Včetně dalších sedmi vesnic (Sedlíkovice, Pelejovice, Radonice, Hvozdno, Popovice, Bzí a Horní Bukovsko) v něm žije přibližně 1 700 obyvatel. Je zde pivovar Bukovar.

## Historie
První písemná zmínka je z roku 1323, kdy král Jan Lucemburský měnil městečko Bukovsko spolu s dvěma vesnicemi za vesnice u Bechyně a od té doby bylo Dolní Bukovsko zbožím rožmberským. Petr I. z Rožmberka nechal vybudovat západně od městečka vodní tvrz – sídlo zdejšího rožmberského panství, které zahrnovalo Dolní Bukovsko a 16 okolních vsí. V letech 1924 až 1925 bylo tvrziště zatopeno při úpravě rybníka. Zbytky tvrziště, které se dochovaly na ostrůvku (vzniklém ze zbytků zdiva tvrze) v rybníku Na Hradným, jsou chráněny jako kulturní památka.
Dominantou obce je raně gotický farní kostel Narození Panny Marie, postavený roku 1280, s fragmenty fresek z let 1320–1350, renesančním zvonem z roku 1595 a barokním mobiliářem. V roce 1858 zde byla ustanovena římskokatolická farnost Dolní Bukovsko. Na náměstí stojí také secesní budova školy.
Od 12. dubna 2007 byl obci vrácen status městyse.

## Části obce
Městys Dolní Bukovsko se skládá z osmi částí na sedmi katastrálních územích
- Bzí (k. ú. Bzí u Dolního Bukovska)
- Dolní Bukovsko (i název k. ú.)
- Horní Bukovsko (i název k. ú.)
- Hvozdno (leží v k. ú. Popovice u Dolního Bukovska)
- Pelejovice (i název k. ú.)
- Popovice (k. ú. Popovice u Dolního Bukovska)
- Radonice (k. ú. Radonice u Drahotěšic)
- Sedlíkovice (k. ú. Sedlíkovice u Dolního Bukovska)

## Pamětihodnosti
- Kostel Narození Panny Marie
- Tvrziště
- Usedlost čp. 61
- Boží muka